# 夜へ急ぐ人
「夜へ急ぐ人」（よるへいそぐひと）は、ちあきなおみの楽曲で、26枚目のシングルである。1977年9月1日に発売された。

## 概要
作詞・作曲にはフォークシンガー、シンガーソングライターの友川かずきが起用された。
この頃のちあきは本楽曲の他にもニューミュージックの歌手から提供された楽曲を多く歌っており、前作「ルージュ」は中島みゆき、次作「あまぐも」は河島英五の作品である。
1977年の『第28回NHK紅白歌合戦』では本楽曲が歌唱されたが、ちあきの狂気を孕んだ絶唱は和やかだった会場の空気を一変させ、歌が終わるや否や、白組司会の山川静夫は「なんとも気持ちの悪い歌ですねえ」と台本に無いコメントを発した。
元々は、当時開催されていた『広島平和音楽祭』の参加作品として作られた。しかし、本楽曲のテーマは「日本の女の狂乱」であり、『広島平和音楽祭』のテーマとは無関係だった。
また、翌1978年に本楽曲も収録されたアルバム『あまぐも』が発売されるにあたって、アルバムバージョンの録音を行ったが、そのバージョンはロックバンドの「ゴダイゴ」のホーンセクションメンバーのリーダー格、岸本ひろしが編曲を手がけている。

## 収録曲
（全作詞・作曲：友川かずき、編曲：宮川泰）
1. 夜へ急ぐ人
2. 海のそばで殺された夢

## カバー
夜へ急ぐ人
- 1996年発売の友川かずきのアルバム『ぜい肉な朝』では、友川が「夜へ急ぐ人（ちあきなおみに捧ぐ）」と題して、本楽曲をセルフカバーしている。